# Malgašská Wikipedie
Malgašská Wikipedie je edice Wikipedie v malgaštině. Její provoz byl zahájen v roce 2004. V lednu 2022 obsahovala přes 94 000 článků a pracovali pro ni 3 správci. Registrováno bylo přes 27 000 uživatelů, z nichž bylo asi 50 aktivních. V počtu článků byla 72. největší Wikipedie a největší Wikipedií v africkém jazyce.